# Historische Forts von Ghana

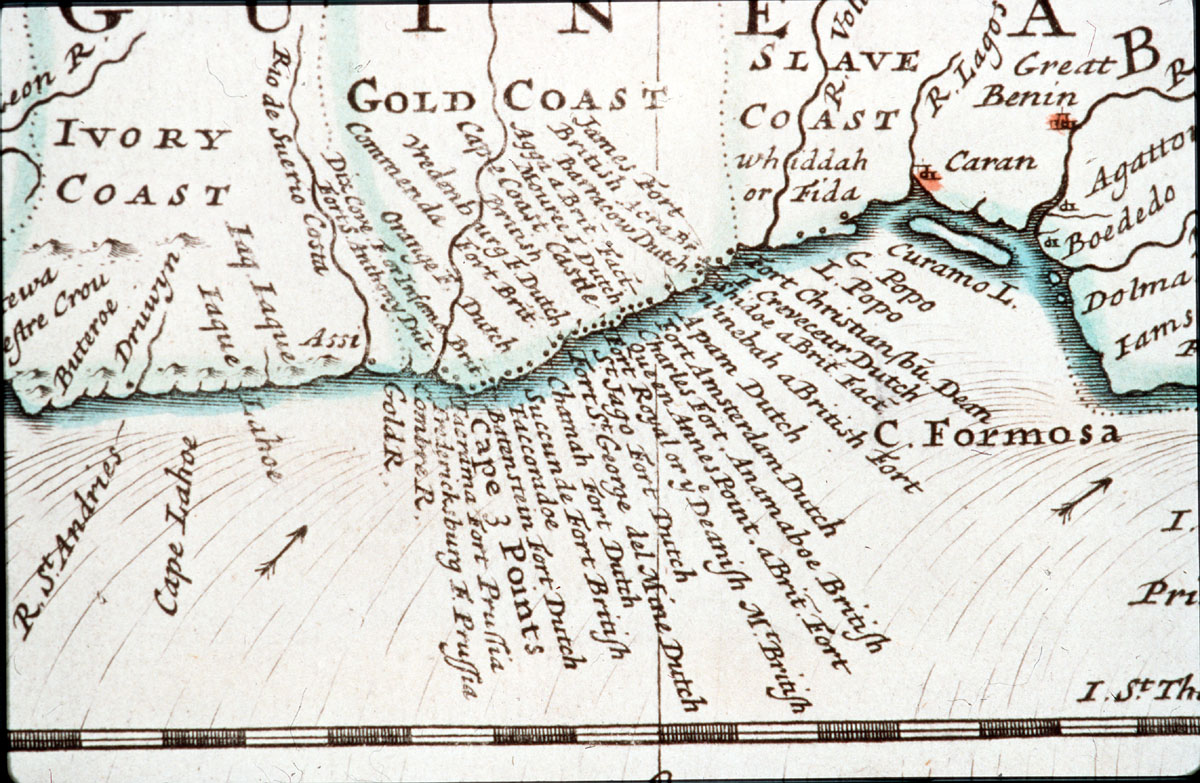
Historische Karte der Goldküste mit Darstellung der Forts um 1700

Die historischen Forts von Ghana sind eine Reihe von Befestigungsanlagen entlang der ghanaischen Goldküste, deren Ursprünge teilweise bis in das 15. Jahrhundert hineinreichen und von denen manche von der UNESCO zum Weltkulturerbe gezählt werden.

## Überblick
Kein afrikanischer Küstenstreifen weist eine derartige Dichte von europäischen Staaten erbauter Festungen auf wie die so genannte Goldküste, also die Küste der heutigen Republik Ghana in Westafrika. Die erste Festung hier wurde 1482 in Elmina von den Portugiesen errichtet (Fort São Jorge da Mina), die letzte 1784 von den Dänen bei Keta (Fort Prinzenstein). Während das Fort São Jorge da Mina seit mehr als 500 Jahren über Elmina thront, bestand das niederländische Fort Ruychaver nur vier Jahre.
Die Festungen waren in erster Linie Handelsstützpunkte, insbesondere auch für den Sklavenhandel, und – zumindest bis zum 19. Jahrhundert – keine Ausgangspunkte kolonialer Eroberungen. Üblicherweise waren sie nicht Eigentum europäischer Mächte, sondern über einen Pachtvertrag von afrikanischen Mächten erworbene Plätze. Daher wechselten viele Forts nicht nur mehrfach ihre europäischen Besitzer, sondern z. B. infolge von Eroberungen eines afrikanischen Reiches durch ein anderes auch ihre afrikanischen „Verpächter“. So gelangte z. B. der Pachtvertrag von Elmina als Kriegsbeute vom Reich der Denkyra in die Hände des Aschantireiches, und mit der Eroberung des Reiches Akyem und des Königreiches der Ga wurden die Aschanti Pachtempfänger für sämtliche europäischen Forts von Accra. 1750 zahlte das britische Parlament insgesamt 13.000 Pfund pro Jahr für die Nutzung seiner Forts an der Goldküste. In der folgenden Liste sind die jeweiligen europäischen Besitzer genannt, allerdings waren die Forts zumeist nicht im Besitz der Krone des jeweiligen Landes, sondern wurden von privaten Kompanien verwaltet und betrieben.
Einige gut erhaltene Forts, so Elmina Castle und Cape Coast Castle, sind für Besucher zu besichtigen und zeigen in beeindruckender Weise, wie Tausende von Gefangenen in den Kellerverliesen oft monatelang auf ihre Verschiffung als Sklaven nach Nord-, Mittel- und Südamerika warteten.
Die hohe Dichte von Forts der verschiedenen konkurrierenden europäischen Länder erklärt sich damit, dass Ghana als eines der wenigen Länder Westafrikas über steile Felsküsten verfügt. Die Felsen dienten einerseits als Baumaterial für die Festungen, andererseits ermöglichten sie im Gegensatz zu einer Sandküste das Heranfahren der Handelsschiffe bis direkt an die Küste, was den Warenumschlag beim Be- und Entladen sehr vereinfachte.

## Forts
Die Festungen und Posten sind in der folgenden Tabelle geographisch von West nach Ost geordnet, in der ersten Spalte steht jeweils der Name bzw. stehen die Namen des Forts, in der zweiten die moderne Ortsbezeichnung:
| Bild             | Name | Ort                                                  | Kommentar |
| ---------------- | --- | ---------------------------------------------------- | --- |
|                  | Fort Albany (?) | Half Assinie                                         | Das Fort bestand als britische Niederlassung im 17. Jahrhundert, wofür man Pachtzins an den König von Apollonia entrichten musste. Es existierte in den 1830er Jahren nicht mehr, ist aber dennoch auf britischen Karten des 19. Jahrhunderts noch eingezeichnet. |
| (weitere Bilder) | Fort Appolonia (Fort William III.) | Beyin                                                | Eine schwedische Faktorei bestand zu Anfang 1650er Jahre. Später existierten an dieser Stelle kurzzeitig eine holländische und eine französische Faktorei. 1691 wurde hier ein britischer Handelsposten errichtet, der 1750–1770 zur Festung ausgebaut wurde. 1820 wurde die Niederlassung aufgegeben, 1836 aber wieder besetzt. Mit dem Fort-Tausch von 1868 fiel das Fort an die Niederländer, die es in Fort William III. umbenannten. 1872 erfolgte eine Übergabe an die Briten, die es 1873 sprengten. 1962–1968 wurde es rekonstruiert. |
|                  | Fort Eliza Carthago | Ankobra                                              | 1640–1680 niederländisch; 1702 nur noch Spuren von Ruinen erhalten. |
|                  | Fort Duma | an der Mündung des Ankober (Rio da Cobra)            | 1623–1636 portugiesisch. |
|                  | Fort Ruychaver (Fort Ruyghaver) | am Ankobra                                           | Jul./Aug. 1654–1659 niederländisch, von eigenem Kommandanten gesprengt. Umfangreiche Ausgrabungen wurden hier mit geringem Ergebnis vorgenommen. |
| (weitere Bilder) | Fort St. Anthony (Fort S. Antonio) | Axim                                                 | 1500 (1502?) portugiesische Faktorei; 1514 von Einheimischen zerstört; 1515 erneut portugiesische Faktorei; 1541 Rekonstruktion; 8. Februar 1642 von Niederländern eingenommen und weiter ausgebaut; 1664 britisch; 1665 niederländisch; 1872 britisch; 1951–1956 restauriert. |
| (weitere Bilder) | Festung Groß Friedrichsburg (Fort Hollandia)                                                                                                | Princestown hist. Pocquesöe                          | 1683–1717 brandenburgisch; 1717 an die Niederlande verkauft, aber bis 1724 von Einheimischen unter der Führung von Jan Conny besetzt gehalten; nach Vertrag mit den Holländern (22. November 1722) von Jan Conny übergeben; nach holländischer Inbesitznahme in Fort Hollandia umbenannt, 1872 an Briten übergeben. |
|                  | Sophie-Louise-Schanze (Fort Sophie Louise)                                                                                                  | Takrama/Taccarama, hist. Krema                       | 1684 brandenburgischer Stützpunkt; 1717 an Niederländer verkauft; der genaue Standort ist heute unbekannt, die letzte Forschungsreise zur Wiederentdeckung erfolgte 2016/2017. Wird oft mit der brandenburgischen Lodge Taccarary (heute Takoradi) verwechselt. |
| (weitere Bilder) | Dorotheenschanze (Fort Dorothea) | Akwidaa bzw. Accada                                  | 1685 brandenburgisch (siehe auch Groß Friedrichsburg); 1687–1690 niederländisch; 1698 an Brandenburger zurück; 1709 aufgegeben; 1712 niederländisch, später Rückgabe an Brandenburg (bzw. inzwischen Preußen); 1717 an die Niederlande verkauft. |
| (weitere Bilder) | Fort Metal Cross (Fort Metallen Kruis, Fort Dixcove)                                                                                        | Dixcove                                              | Der erste Versuch einer britischen Niederlassung scheiterte 1684 am Widerstand der Einheimischen; bis 1691 brandenburgisch; 1691 den Briten überlassen; 1691–1697 britischer Festungsbau, 1826 aufgegeben, 1830 Neubesetzung durch Briten; nach Forttausch von 1868 niederländisch (Fort Metallen Kruis), aber von der Fantiföderation besetzt, 1872 wieder britisch. |
|                  | Bushan | zwischen Dixcove und Butrie                          | englischer Posten, 1663 eingerichtet, existierte noch mindestens bis 1746 |
| (weitere Bilder) | Fort Batenstein (Fort Batensteyn) | Butre (Butrie)                                       | Niederländische Faktorei seit 1598; 1650–1652 schwedische Faktorei; 1656 niederländisch, Beginn der Erbauung des Fortes; 1664 von Briten eingenommen; 1665 niederländische Rückeroberung; um 1700 brandenburgischer Handelsstützpunkt; 1717 niederländisch, später aufgegeben; 1818 erneut niederländisch; 1827 aufgegeben, 1828 von Niederländern wieder errichtet; 1872 britisch. |
| (weitere Bilder) | Fort Witsen (Fort Witzen) | Takoradi hist. Taccorary                             | Vormals französisch, aber wieder aufgegeben und 1640 gänzlich zerfallen; 1640 britisch, 1644 wieder aufgegeben, 1650–1657 schwedisch; 1657 dänisch; 1658 niederländisch; bis 1659 wieder dänisch; 1659 bis 21. April 1664 niederländisch; 21. April 1664 bis 4. Januar 1665 britisch (englisch); 4. Januar 1665 niederländisch und am 6. Januar 1665 gesprengt; 1685 Errichtung einer brandenburgischen Niederlassung; 1717 niederländisch; 1872 britisch. |
| (weitere Bilder) | Fort Orange (Fort Oranje) | Sekondi                                              | Ca. 1670 niederländisch, 1680 englisch; 1694 von den einheimischen Ahanta besetzt; von Franzosen während des Amerikanischen Unabhängigkeitskrieges 1779–1784 zerstört; Überreste von Holländern in Besitz genommen; 1785 britisch (im Tausch gegen Fort Vredenstein (Kommendah)); 1840 aufgegeben, später wieder von den Niederländern besetzt und neu aufgebaut; 1872 britisch; seither als Leuchtturm genutzt. |
|                  | Fort Sekondi (English Sekondi) | Sekondi                                              | 1682 englisch; 1867 durch Forttausch niederländisch; wieder britisch 1872; wenige Spuren noch vorhanden. |
| (weitere Bilder) | Fort San Sebastian | Shama                                                | Ab oder nach 1558 portugiesisch; 1590 Beginn des Fortbaus; 1600 wieder aufgegeben; zwischen 1600 und 1640 französisch (nicht sicher); ab 1640 niederländisch; 1664 von Briten (vergeblich) belagert; noch vor 1870 aufgegeben; 1872 britisch; 1954–1957 restauriert. |
| (weitere Bilder) | Fort Vredenburg | Komenda                                              | Ab 1659/1660 niederländische Faktorei; November 1681 Einnahme und Zerstörung der Anlage durch die Einheimischen; 1663 englischer Handelsposten, jedoch später aufgegeben wegen Feindseligkeiten der Einheimischen; 1688 niederländisch, Beginn mit der Erbauung des Fortes; Januar 1782 Fort von Briten erobert und gesprengt; 1785 Wiederinbesitznahme durch die Niederländer (im Tausch gegen Sekondi), Wiederaufbau des Forts; 1872 britisch. |
| (weitere Bilder) | Fort English (Fort Komenda, English Komenda)                                                                                                | Kommenda hist. Ekki-Tekki                            | 1632 britische Faktorei, jedoch 1633 wieder aufgegeben; 1663 erneut englische Faktorei, aber 1688 wieder aufgegeben; 1691 fehlgeschlagener Versuch zur Wiedererrichtung einer englischen Niederlassung; 1695–1698 Erbauung eines Forts durch die Briten; 1816 aufgegeben; später wieder britisch?; 1868 niederländisch; 1872 britisch. |
|                  | French Post | Komenda                                              | französischer Posten, 1688/1689 besetzt |
| (weitere Bilder) | Fort São Jorge da Mina (St. George’s Castle oder Elmina Castle)                                                                             | Elmina                                               | 1482 portugiesisch; 1540er Jahre Rekonstruktion des Forts; 1637 niederländisch; 1680/1681 von Einheimischen erobert, 1872 britisch. |
| (weitere Bilder) | Fort Coenraadsburg oder Fort St. Jago | Elmina                                               | Auf dem St.-Jago-Hügel bei Elmina, ab 1555 portugiesische Kapelle, dann unbefestigter portugiesischer Stützpunkt; 1637 Beginn der Erbauung des Forts durch Niederländer; Ausgangspunkt zur anschließenden Eroberung von Elmina; 1872 britisch. |
|                  | Elmina Außenforts: Fort de Veer (oder "Veerssche Schans), Fort Java, Fort Scomarus (Schomerus), Fort Beekestein (Bekenstein), Fort Nagtglas | Elmina                                               | Keine mit den „Sklavenburgen“ vergleichbaren Forts, sondern Befestigungsanlagen des 19. Jahrhunderts, jeweils 200–300 Meter nördlich von Fort Conraadsburg bzw. (Fort de Veer) 700 Meter östlich von Fort São Jorge da Mina gelegen. |
|                  | Jankumase | Jankumase (ca. 40 km N von Cape Coast)               | 1822 befestigter britischer Außenposten. |
| (weitere Bilder) | Cape Coast Castle (Fort Carolusburg, Fort Karlsborg)                                                                                        | Cape Coast hist. Ogua (Ugwà)                         | Vor 1637 portugiesischer Stützpunkt; 1638 niederländisch; im Zeitraum 1647–1648 englische und holländische Faktorei nebeneinander; beide 1648 aufgegeben; ab 1650 englische und schwedische Faktorei nebeneinander; 1652 Engländer von Einheimischen (unter schwedischen Druck) zur Aufgabe gezwungen, Beginn mit der Errichtung der des Fortes Karlsborg (Carolusburg); 1656 dänisch; 1659 niederländisch, jedoch Holländer von Einheimischen wieder vertrieben; 1659 im Besitz der Fetus, 1659 den Schweden rückübereignet; 22. April 1663 bis 2. Mai 1663 erneut im Besitz der Fetus; 2. Mai 1663 bis 3. Mai 1664 niederländisch; ab 3. Mai 1664 britisch. |
| (weitere Bilder) | Fort Victoria | Cape Coast                                           | 1702 britisch; 1873 neu aufgebaut, Außenfort von Cape Coast Castle |
| (weitere Bilder) | Fort William | Cape Coast                                           | 1819 britisch, Außenfort von Cape Coast Castle, heute ein Leuchtturm |
|                  | Fort McCarthy | Cape Coast                                           | 1822 britisch, Außenfort von Cape Coast Castle |
|                  | Ojuquah | Ojuqua (ca. 30 km NO von Cape Coast)                 | 1822 befestigter britischer Außenposten. |
|                  | Fort Frederiksborg (Fort Royal) | Amamfro hist. Mamfru                                 | 1659 dänisch; 1684 (1688) britisch (wegen Spielschulden des Kommandanten Lykke 1684 von Briten besetzt und von Dänemark 1688 endgültig an England abgetreten). |
|                  | Queen Anne’s Point | Akong                                                | Zuerst existierte hier ein kleines holländisches Fort, das vor 1662 aufgegeben wurde. Anfang des 18. Jahrhunderts wurde dann ein kleines englisches Fort errichtet, das noch 1731 besetzt war. |
| (weitere Bilder) | Fort Nassau | Mouri (Moree) (am Berg Cong)                         | 1598 niederländische Faktorei; 1624 Forterbauung; 1640 vom König von Sabou an die Briten verkauft; 1659 dänisch; 1664 britisch; 1665 niederländisch; 1782 britisch; 1785 niederländisch (im Tausch gegen Sekondi); 1868 britisch. |
|                  | Anashan, auch Ingenisian, Anschiang, Anikam u. ä.                                                                                           | gleichnamiger Küstenort                              | 1663 britische Faktorei. |
| (weitere Bilder) | Fort William (Fort Charles, Fort Anomabu)                                                                                                   | Anomabu hist. Annamaboe                              | 1640 niederländische Faktorei; 1652/1653 schwedisch; 1657 dänisch; April 1659 niederländisch; 1659 englisch; 1663 niederländisch, Mai 1664 britisch, später jedoch aufgegeben, ab 1680 erneut britische Faktorei und Bau des Forts; im Zeitraum 1744–1753 französische Niederlassung neben britischer; 1753 Vertreibung der Franzosen (auf britischen Druck) durch die Einheimischen. |
|                  | ? | eine halbe Stunde Fußweg O von Anomabu               | Im Jahre 1839: die Ruinen eines holländischen Forts. |
|                  | Fort Dom Pedro | Anashan                                              | 1640 britisch; 1683–1690 portugiesisch (nachdem diese Christiansborg wieder geräumt hatten). |
|                  | Fort William | Adja (Adra)                                          | 1657 schwedisch; 1660 dänisch; vor Mai 1664 niederländisch; ab Mai 1664 britisch; später wieder niederländisch; 1674 britisch. |
|                  | Adja | Egya                                                 | holländischer Posten 1647, kleiner englischer Posten von 1663 bis 1665, englischer Posten oder kleines wiedererrichtetes Fort um 1674, 1710 aufgegeben. Heute nur noch wenige Spuren vorhanden. |
| (weitere Bilder) | Fort Amsterdam | Kormantse hist. Kormantin                            | 1631 britisch; 1644 niederländisch; 1638 erneut britisch; 1645–1663 britisch (englisch); 1663 niederländisch; 1782 britisch, jedoch 1783 aufgegeben; 1785 niederländisch; Juni/Juli 1807 von Aschanti besetzt (Holländer blieben anwesend); 1811 von den einheimischen Anomabu erobert und zerstört; 1868 britisch. |
|                  | Amoku | Ankaful bei Saltpond                                 | 1786–1801 französische Faktorei. |
|                  | Fort Tantum (Tantumkweri) | Tantum hist: Tantumquerry                            | 1662 britischer Stützpunkt; 1724 zur Festung ausgebaut; 1820 aufgegeben; 1843 wieder errichtet, später aufgegeben. |
|                  | Lagoo | Legu                                                 | englischer Handel Mitte des 16. Jahrhunderts, unregelmäßig besetzter englischer Posten Mitte des 18. Jahrhunderts |
| (weitere Bilder) | Fort Patience oder Fort Leydsamheid, auch Vestung de la patience                                                                            | Apam                                                 | 1697 niederländisch; 1782 britisch; 1785 niederländisch; 1811 von den einheimischen Akim (Volk) geplündert und zu großen Teilen zerstört; später Wiederaufbau durch die Holländer; 1868 britisch. |
| (weitere Bilder) | Fort Winneba | Winneba hist. Tumpa                                  | Ab 1632 britische Faktorei; später (spätestens 1644) wieder aufgegeben; 1694 Fort; 1812 von Briten aufgegeben und Fort gesprengt. |
|                  | ? | Sanje (eine halbe Tagesreise O Winneba)              | Im Jahre 1839: die Ruinen eines holländischen Forts. |
| (weitere Bilder) | Fort Goede Hoop | Senya Beraku (Klein-Beraku)                          | 1663 niederländisch; 1704 britisch; 1706 niederländisch; 1782 britisch; 1785 niederländisch (im Tausch gegen Sekondi); 1872 britisch. |
|                  | Shido | Fetta Point                                          | 1690 britische Faktorei. |
|                  | Portugiesisches Fort | Accra (Klein Accra)                                  | in den 1560ern gebaut und 1576 von Accranern zerstört, befand sich an der Stelle des heutigen Fort James |
| (weitere Bilder) | Fort James | Accra (Klein Accra)                                  | 1672 britisch. |
| (weitere Bilder) | Fort Crèvecœur (Ussher Fort) | Accra (Klein Accra)                                  | 1642 niederländische Faktorei; 18. April 1782 von Briten erobert und zerstört; 1785 von den Holländern wieder aufgebaut; 1816ff. zeitweise aufgegeben; 1868 britisch und in Fort Ussher umbenannt. |
| (weitere Bilder) | Christiansborg (port. Fort Cará) | heutiges Osu Castle (Osu, Ossu, Ursue)               | 1558 portugiesische Lodge; 1576 von Einheimischen zerstört; 1580 französisch; 1583 portugiesisch, später jedoch wieder aufgegeben; 1650 schwedisch; 1652 Festungsbau von Schweden begonnen; 1658 dänisch; 1659 niederländisch; 1661 dänisch (nach offiziellem Abkauf von den Portugiesen); 1679–1683 portugiesisch (der dänische Kommandant verkaufte das Fort wieder an die Portugiesen); 1683 unter Kontrolle der lokalen Akwamu; anschließend dänisch, 1693–1694 erneut von Einheimischen besetzt; 1694 dänisch; 1850 britisch. |
|                  | Tema | Tema                                                 | Kleines niederländisches Fort, 1779/1781 aufgegeben; 1783 dänisch. |
|                  | Ponny | Ponny                                                | Kleines niederländisches Fort, 1779/1781 aufgegeben; 1783 dänisch. |
| (weitere Bilder) | Fort Augustaborg | Teshie hist. Tessing                                 | 1656 dänische Faktorei; bis 1781 niederländisch; ab 1781 wieder dänisch; ab 1787 Ausbau zur Festungsschanze; 1850 britisch. |
|                  | Nungwa | Teshi                                                | heute noch sichtbare Spuren eines dänischen Postens aus dem 18. Jahrhundert |
| (weitere Bilder) | Fort Vernon | Prampram einheimische Ortsbezeichnung Gbugbla        | 1740 Wiedererrichtung einer britischen Faktorei; später von Dänen zerstört; vor 1783 gänzlich verfallen; 1806 britischer Neubau einer Festungsschanze, jedoch wegen schlechten Baumaterials bereits 1811 schon fast wieder verfallen; um 1820 verlassen; 1831 von Briten wieder besetzt; 1844 aufgegeben; später nur noch Ruinen sichtbar. |
|                  | Kpone | Prampram                                             | holländischer Posten, vor 1700 erbaut und im 18. Jahrhundert genutzt |
| (weitere Bilder) | Fort Fredensborg | Ningo (Groß-Ningo) bei Keta                          | 1734 dänisch, Beginn eines Fortbaus (1741 vollendet); 1850 schon halb verfallen britisch; heute nur noch Ruinen direkt am zurückweichenden Strand. |
|                  | Aflahu | Aflahu                                               | 1787 dänische Faktorei. |
|                  | Lay | Lay                                                  | Vor 1783 britische Faktorei und wieder aufgegeben. |
|                  | Way (Wey) |                                                      | Ab 1757 dänische Faktorei; vor 1783 wieder aufgegeben. |
|                  | Tuberku | Tuberku (auf dem Festland)                           | 1775 niederländische Faktorei. |
| (weitere Bilder) | Fort Kongensteen | Ada (die Ada-Insel im Volta bei Tuberku)             | Im 16. Jahrhundert portugiesischer Handelsplatz; 1650 dänischer Stützpunkt; 15. Oktober 1783 Grundsteinlegung für dänisches Fort; 1811 von Aschanti erobert; 1850 britisch. |
|                  | Wute (Fouthe) | Whuti (hinter Lay)                                   | Im Jahre 1783 nur noch das halbverfallene Haus einer ehemaligen dänischen Handelsloge sichtbar. |
| (weitere Bilder) | Fort Prinzenstein (Fort Prinsensten, Singelenburght)                                                                                        | Keta am östlichen Voltaufer                          | 1714 dänischer Stützpunkt; später aufgegeben; 1734 von Niederländern neu besetzt; 1737 von Dahomey angegriffen und von Niederländern gesprengt; 22. Juni 1784 Grundsteinlegung für dänisches Fort; 1850 britisch; seit den 1980er Jahren Gefängnis. |
| (weitere Bilder) | Fort Kumasi | Kumasi                                               | 1896 von den Briten errichtet, restauriert. Heute Militärmuseum. |
|                  | Tuberreko | Tubereko (kleine Insel in der Nähe der Voltamündung) | 1780er/1790er Jahre dänische Faktorei. |

## Weltkulturerbe
1979 hat die UNESCO 28 der Forts in die Liste des Weltkulturerbe aufgenommen. Dies sind (nach Bauart und Zustand):
Schlösser
- Cape Coast Castle
- St. George’s Castle
- Christiansborg

Festungen, vollständig erhalten
- Fort Goede Hoop
- Fort Patience
- Fort St. Jago
- Fort San Sebastian
- Fort Metal Cross
- Fort St. Anthony
- Fort Orange
- Fort Groß Friedrichsburg
- Fort William (Cape Coast) (Leuchtturm)
- Fort William (Anomabu)
- Fort Victoria
- Fort Ussher
- Fort James
- Fort Appolonia

Festungen, teilweise als Ruine
- Fort English
- Fort Batenstein
- Fort Prinzenstein

Ruinen
- Fort Nassau
- Fort Fredensborg
- Fort Vredenburg
- Fort Vernon
- Dorotheenschanze

Spuren früherer Befestigung
- Fort Frederiksborg
- Fort Augustaborg